# كولن روبرتس (دبلوماسي)
كولن روبرتس (بالإنجليزية: Colin Roberts)‏ هو دبلوماسي بريطاني، ولد في 31 يوليو 1959.